# Държавно устройство на Мавритания
Мавритания е парламентарна република, със военна диктатура, като форма на държавно управление.

## Законодателна власт
Законодателен орган в Мавритания е двукамарен парламент. Горната камара (Сената) на парламента се състои от 53 места, избрани за срок от 6 години. Долната камара на парламента се състои от 81 места, избирани за срок от 5 години.